# Louis-Philippe-Joseph Girod de Vienney, baron de Trémont
Louis-Philippe-Joseph Girod de Vienney, baron de Trémont, né le 2 octobre 1779 à Besançon et mort le 1er juillet 1852 à Saint-Germain-en-Laye, est un haut fonctionnaire, préfet de l'Empire, et érudit et collectionneur français
Bienfaiteur d'art et de musique, il est connu pour sa collection d'autographes, dont le catalogue forme un trésor de données biographiques d'artistes et de personnalités de son époque. Son testament a permis la création du prix Trémont pour des jeunes artistes et scientifiques.

## Biographie

### Origines
Son père Victor-Bonaventure Girod, baron de Lavigney, est un trésorier principal des troupes, issu d'une famille de notaires anoblis, originaire de Franche-Comté,  et marié à une jeune femme de la noblesse franc-comtoise, Claudine Charlotte de Jaquot de Rosey. Victor-Bonanventure devient quelques années plus tard général et s'illustre sous la Révolution et l'Empire. Son fils Louis-Philippe-Joseph veut suivre son exemple et s'engage, à 11 ans, au 2e régiment de dragons, en mai 1790 mais, victime d'un accident de cheval, il abandonne cette carrière des armes en août 1792. 

### À Paris sous la Révolution
Son père ayant été décrété émigré et ses biens mis sous séquestre, bien que sous-lieutenant au 10e régiment de cavalerie de l'armée du Nord, Madame Girod de Vienney part à Paris avec Louis-Philippe-Joseph en août 1792 pour solliciter la radiation de la liste d'émigrés et récupérer les biens. Mère et fils traversent la période de la Terreur. Pour preuve de son patriotisme, il va assister, avec un de ses voisins, aux exécutions des supposés contre-révolutionnaires, à la guillotine, place de la Révolution. Sa mère est devenue marchande d'étoffes et de lingeries pour disposer de revenus, et obtient à la suite d'une entrevue avec Barère puis Robespierre la radiation de la liste des émigrés. Louis-Philippe-Joseph étudie les mathématiques et chimie, avec Gaspard Monge et Claude Louis Berthollet, puis entre dans l'atelier de David. Lorsque celui-ci est arrêté, durant la réaction thermidorienne, il passe dans celui de Regnault et fréquente les élèves de ce dernier : Anne-Louis Girodet, François Gérard, Antoine-Jean Gros, Jean-Auguste-Dominique Ingres, Louis Hersent… Il est ainsi introduit dans le milieu artistique parisien de cette époque. 

### Au service de l'Empereur
Il accompagne son père dans les campagnes de Hollande puis, fin 1799, à l'armée du Rhin. En 1800, il obtient, grâce à une lettre de son père adressée au Premier Consul, un poste dans l'administration militaire comme adjoint à un inspecteur aux revues et participe à ce titre à la campagne d'Italie en juin 1800, puis à la campagne de Hohenlinden en décembre 1800. Il est transféré ensuite aux troupes d'observation du Midi, en Italie et en Calabre, et est notamment  reçu au quartier général de Soult, adjoint de Murat en 1801.
En 1802, le poste d'adjoint aux inspecteurs des revues étant supprimé, il rentre dans l'administration civile. Son père décède en mai 1808. En décembre 1808, se présentant comme fils d'un officier général mort des suites de ses blessures, il obtient d'être nommé auditeur à la section de la guerre du Conseil d'État. Il effectue différents missions dont plusieurs audits demandés par l'Empereur, dont il gagne la confiance. Ceci le conduit aux quatre coins de l'Empire, participant par exemple à une analyse confidentielle des recettes et dépenses pendant les trois années de gouvernement du commandant Junot au Portugal. N'oubliant pas son goût pour les arts et son intérêt pour la musique romantique, il met à profit un déplacement à Vienne pour rencontrer Beethoven, ayant pris soin d'obtenir une recommandation du compositeur Luigi Cherubini installé à Paris,. 
Il monte les marches de la hiérarchie de l'administration civile et devient intendant de la Moravie, puis de la Croatie, à Agram. Le 30 novembre 1810, il est nommé, à 31 ans, préfet de l'Aveyron, avec pour mission d'améliorer l'efficacité de la conscription dans ce département. L'Empereur lui accorde également le titre de baron d'Empire de Trémont par lettres patentes du 16 décembre, avec constitution de majorat sur la terre de Rosey, propriété familiale de sa mère. En début d'année 1814, le Premier Empire s'effondre progressivement. Les combats contre de la coalition ennemie se déroulent désormais en France et la bataille de La Rothière, le 1er février 1814, où les troupes impériales sont battues, encouragent les royalistes à s'insurger. Dans la nuit du 16 au 17 février 1814, des membres de la société secrète catholique et royaliste de l'ordre des chevaliers de la Foi se réunissent avec pour objectif d'envahir Rodez, préfecture de l'Aveyron, et de provoquer un soulèvement en faveur du comte de Provence, frère du défunt roi Louis XVI. Ce projet avorte finalement, face à la fermeté du maire de Rodez et du préfet de l'Aveyron, qui sécurise la ville. Hippolyte de Barrau, proche des comploteurs royalistes écrit : « dès le lendemain, Monsieur de Trémont, préfet, fit assembler la garde nationale, établir des postes particuliers dans l'hôtel de la préfecture, parce-qu'il sut qu'on voulait l'arrêter ; et Rodez prit une attitude guerrière, lorsqu'il ne restait que la peur d'un danger passé. »
À la Restauration, en avril 1814, il est révoqué, mais, à son retour de l'île d'Elbe, en mars 1815, Napoléon le nomme préfet des Ardennes, un département sensible par sa position à la frontière. Après la bataille de Waterloo, il voit l'Empereur traverser la ville, où il change de chevaux, en pleine nuit, avant que ses troupes ne battent en retraite. Il assiste au siège de Mézières qui dure six semaines. Lors la seconde Restauration, il est de nouveau révoqué.

### Vie privée, autographes et testament
Revenu à la vie privée, il occupe son temps libre à écrire à s'intéresser aux arts (et tout particulièrement à la musique). Il rassemble une collection d'autographes, incluant des notices biographiques, sur les nombreuses personnalités qu'il a côtoyées ou dont il a entendu parler, en y mêlant des réflexions personnelles. Ces carnets contiennent également des informations sur les événements politiques ou sur les affaires de l'époque, dont la fameuse affaire Fualdès. Après les Trois Glorieuses, il redevient préfet de Côte-d'Or quelques mois, de mars à octobre 1831.
L'étendue de ses biens lui permet par testament de constituer des legs annuels, les « prix Trémont », pour encourager les jeunes artistes et scientifiques, attribués par l'Académie des sciences et l'Académie des beaux-arts. Les compositeurs de musique Edmond Malherbe, Louis Deffes et Ermend Bonnal ont bénéficié de ces prix, ainsi qu'Abel Niépce de Saint-Victor, Heinrich Daniel Ruhmkorff, Alphonse Poitevin, Nestor Gréhant, Marc Antoine Gaudin et Henri Bocquillon. Il a légué également au département des Ardennes et de l'Aveyron une somme pour constituer une bourse à un élève de l’École polytechnique.